# Hilltop Lakes (Teksas)
Hilltop Lakes je naseljeno mjesto za statističke potrebe u američkoj saveznoj državi Teksas. Prema popisu stanovništva iz 2010. u njemu je živjelo 1.101 stanovnika.